# Kebnekaise
Kebnekaise (phát âm tiếng Thụy Điển: [kɛbnɛ²kajsɛ];, tiếng Sami: Giebmegáisi hoặc Giebnegáisi, "Cauldron Crest") là ngọn núi cao nhất Thụy Điển. Núi có hai đỉnh chính, ở phía nam, một đỉnh cao 2.097,5 m (6.882 ft) so với mực nước biển vào tháng 8 năm 2014. Đỉnh phía bắc cao 2.096,8 m (6,879 ft) và không có băng. Kebnekaise nằm ở Lapland, khoảng 150 km (93 mile) về phía bắc Vòng Bắc Cực và phía tây Kiruna gần đường mòn đi bộ Kungsleden.
Đến tháng 8 năm 2018, do nhiệt độ tăng cao, nắng nóng đã khiến lớp tuyết dày phủ trên đỉnh phía nam tan chảy, đỉnh phía bắc đã trở thành đỉnh cao nhất ở Thụy Điển. Tuy nhiên, có khả năng đỉnh phía nam tuyết sẽ phủ lại vào mùa đông để đưa nó thành đỉnh cao nhất lần nữa.

## Địa lý
Núi Kebnekaise nằm trong dãy núi Scandinavi giáp với các thung lũng sông băng Ladtjovagge, Tjäktjavagge và Vistasvagge. Các điểm cao nhất của núi nằm dọc theo sườn núi chạy từ đỉnh núi phía nam / bắc đến Kebnepakte ở độ cao 1.990 m (6.530 ft). Các đỉnh con của núi gồm Kebnetjåkka, Vierranvárri, Tolpagorni, Guobircohkka và Siŋŋibákti.
Trong hai đỉnh cao nhất, đỉnh phía nam nằm trên một sông băng gần cao nguyên đá. Sông băng đã rút cạn trong những năm gần đây, do đó đỉnh phía nam không còn cao như trước.
Khối núi gắn liền với Kebnepakteglaciären, Isfallsglaciären và Storglaciären về phía thung lũng Tarfala ở phía đông, sông băng Björlings ở phía đông nam, và Rabots glaciär ở phía tây.
Ở châu Âu không có ngọn núi nào cao hơn về phía bắc. Trong thời tiết rõ ràng, có thể nhìn thấy cả khu vực rộng lớn từ đỉnh núi.